# Laura Alonso Padin
Laura Alonso Padin (Vilagarcía de Arousa, Espanha, 2 de janeiro de 1976) é uma famosa cantora soprano espanhola.